# الاحقاق العليا (مذيخرة)

تعديل مصدري - تعديل

الاحقاق العليا محلة تابعة لقرية السهلة، التابعة لعزلة مذيخرة بمديرية مذيخرة إحدى مديريات محافظة إب في الجمهورية اليمنية.، بلغ تعداد سكانها 114 حسب تعداد اليمن لعام 2004.